# Liste der Kulturdenkmäler in Horn-Lehe
In der Liste der Kulturdenkmäler in Horn-Lehe sind alle Kulturdenkmäler des Bremer Stadtteils Horn-Lehe aufgelistet.
Grundlage ist die vom Landesamt für Denkmalpflege Bremen (LfD) veröffentlichte Landesdenkmalliste. Die amtlichen Daten wurden direkt aus einem Export der Denkmaldatenbank beim LfD 
mit dem Stand von April 2025 übernommen.

## Hinweise
Weitere Erläuterungen zum Aufbau dieser Liste und zu ihrem Inhalt bietet die Seite Inhalte der Tabellen.
Die anklickbare Karte rechts leitet zu den Listen der anderen Stadtteile. Auf der Übersichtsseite befindet sich eine größere Karte.
Wichtig für Autoren:  Links zu Artikeln oder Architekten sowie Bilder oder Koordinaten der Objekte auch/nur in die Ergänzungsliste eintragen, da die Tabelle mittels Datentechnik erstellt wird. Änderungen in der Tabelle von Hand werden sonst beim nächsten Update überschrieben.
|  | Mit dem Bremer Express-Upload können Bilder mit automatischer Zuordnung zu den Objekten auf Commons hochgeladen werden. Bitte dazu auf das Kamera-Symbol in der jeweiligen Tabellenzeile klicken. Eine Kurzinformation bietet diese Projektseite. |

## Denkmalliste Horn-Lehe
| Objekt                                                  | Typ                                 | Baujahr                                    | Architekt/Künstler                                             | Adresse                            | Koordinaten Wikidata | Art? | Objekt-Nr.? | Bild |
| ------------------------------------------------------- | ----------------------------------- | ------------------------------------------ | -------------------------------------------------------------- | ---------------------------------- | -------------------- | ---- | ----------- | ---- |
| Haus Janssen                                            | Wohnhaus                            | 1933                                       | Runge, Alfred / Scotland, Eduard                               | Alten Eichen 15                    | Lage Q41623425       | ED   | 0043        |      |
| Gut Landruhe, Menke-Park                                | Landgut, Sommerhaus                 |                                            |                                                                | Am Rüten 2, 4                      | Lage Q1556975        | GA   | 0076,T      |      |
| Orangerie                                               | Orangerie                           | um 1835                                    |                                                                |                                    | Lage Q41624504       |      | 0076,T002   |      |
| Toranlage                                               | Toranlage                           | 1801/1850                                  |                                                                |                                    | Lage Q41624529       |      | 0076,T003   |      |
| Brücke                                                  | Brücke                              | 1801/1850                                  |                                                                |                                    | Lage Q41624627       |      | 0076,T004   |      |
| Thalia                                                  | Skulptur, Plastik                   | um 1800                                    |                                                                |                                    | Lage Q41624869       |      | 0076,T005   |      |
| Haus Landruhe                                           | Wohnhaus, Herrenhaus, Sommerhaus    | um 1795                                    | Deetjen, Joachim Andreas                                       | Am Rüten 2                         | Lage Q41623470       | ED   | 1212        |      |
| Gut Landruhe, Hofmeierhaus                              | Hofmeierhaus, Wohnhaus              | um 1800                                    |                                                                | Am Rüten 4                         | Lage Q41623502       | BT   | 1734        |      |
| Pfarrhaus Horn I                                        | Pfarrhaus                           | 1878 1927                                  | Bolte, Johann Heinrich Kayser, Heinrich                        | Berckstraße 27                     | Lage Q41623527       | ED   | 0122        |      |
| Landgut Focke-Fritze, Haus Borgward                     | Wohnhaus, Landgut                   | 1750 1819–1820, 1862, nach 1921, 1952–1953 | Poppe, Johann Georg Schröder, Rudolf Alexander Lodders, Rudolf | Horner Heerstraße 11, 11A          | Lage Q893576         | ED   | 0622        |      |
| Horner Kirche                                           | Kirche, Kirche ev.                  | 1823–1824 1894                             | Weyhe, Wilhelm                                                 | Horner Heerstraße 30               | Lage Q1628446        | ED   | 0623        |      |
| Wohnanlage Kohlmannstraße                               | Wohnhaus, Wohnanlage                | 1954–1956                                  | Säume, Max / Hafemann, Günther Schilling, Hans-Albrecht        | Kohlmannstraße 1, 2, 3, 4, 6, 8    | Lage Q18029804       | GA   | 0718        |      |
| Bürohaus Kohlmannstraße 4                               | Bürohaus, Wohnhaus                  | 1956                                       | Säume, Max / Hafemann, Günther                                 | Kohlmannstraße 4                   | Lage Q41623546       | ED   | 0719        |      |
| Haus Bätjer                                             | Wohnhaus, Landhaus                  | 1904                                       | Wagner, Hugo                                                   | Leher Heerstraße 16                | Lage Q41623582       | ED   | 0840        |      |
| Horner Mühle                                            | Windmühle, Mühle, Galerieholländer  | 1848                                       |                                                                | Leher Heerstraße 98                | Lage Q1628448        | ED   | 0841        |      |
| Landhaus Möller, Landhaus Louisenthal                   | Wohnhaus, Landhaus                  | um 1815                                    |                                                                | Leher Heerstraße 105               | Lage Q41624941       | ED   | 0842        |      |
| Villa Leupold                                           | Wohnhaus, Villa                     | 1872                                       | Poppe, Johann Georg                                            | Leher Heerstraße 194               | Lage Q41341736       | ED   | 0843,T      |      |
| Plastik                                                 | Plastik                             |                                            |                                                                |                                    | Lage Q41625048       |      | 0843,T001   |      |
| Teehäuschen                                             | Gartenhaus                          | nach 1828                                  | Polzin, Jacob Ephraim                                          | Marcusallee 1A                     | Lage Q41625110       | ED   | 0868        |      |
| Villa Schütte                                           | Wohnhaus, Villa                     | 1914–1915                                  | Wellermann, Friedrich / Frölich, Paul                          | Marcusallee 9                      | Lage Q41625130       | ED   | 0869        |      |
| Landhaus Krages                                         | Wohnhaus, Landhaus                  | 1924–1925                                  | Haering, Hans                                                  | Marcusallee 11                     | Lage Q41625167       | ED   | 0870        |      |
| Villa Koenenkamp                                        | Wohnhaus, Villa                     | 1914–1915                                  | Abbehusen, August / Blendermann, Otto                          | Marcusallee 38                     | Lage Q41625185       | ED   | 0871        |      |
| Haus Meier                                              | Wohnhaus, Landhaus                  | 1869 1884, 1930, 1958–1959                 | Basselmann, H. Leymann, Rudolph Lodders, Rudolf                | Horner Heerstraße 7                | Lage Q41623616       | ED   | 1194        |      |
| Wohnanlage des Amerikanischen Generalkonsulats          | Wohnanlage                          | 1953–1954                                  | Apel, Otto Skidmore, Owings und Merrill                        | Marcusallee 2, 4 Horner Heerstraße | Lage Q2587923        | DG   | 1878        |      |
| Wohnanlage des Amerikanischen Generalkonsulats, Block A | Wohnanlage                          | 1953–1954                                  | Apel, Otto Skidmore, Owings und Merrill                        | Marcusallee 2 Horner Heerstraße    | Lage Q41623654       | ED   | 1881        |      |
| Wohnanlage des Amerikanischen Generalkonsulats, Block B | Wohnanlage                          | 1953–1954                                  | Apel, Otto Skidmore, Owings und Merrill                        | Marcusallee 4 Horner Heerstraße    | Lage Q41623669       | ED   | 1882        |      |
| Ev. Andreas-Kirche                                      | Kirche, Kirche ev., Gemeindezentrum | 1968                                       | Ahlers, Peter Andreas-Gemeinde                                 | Werner-von-Siemens-Straße 55       | Lage Q133890765      | ED   | 2705        |      |
| Haus Vierbirken                                         | Wohnhaus, Villa                     | 1912                                       | Leymann, Rudolph                                               | Marcusallee 16                     | Lage Q106702456      | ED   | 4958        |      |
| Haus Focke                                              | Wohnhaus                            | 1949                                       | Biehler, Bruno / Soyter, Karl                                  | Elsa-Brändström-Straße 45          | Lage Q132131413      | ED   | 5282        |      |
| Villa Zehnlinden                                        | Landhaus                            | 1914                                       | Deetjen, Hermann (August Christian)                            | Luisental 26                       | Lage Q129169347      | ED   | 5683        |      |

Anzahl der Objekte in Horn-Lehe: 30, davon mit Bild: 25 (83 %).